# Bernard Laloo
Bernard Laloo (ur. 16 czerwca 1976 w Laitlyngkot) – indyjski duchowny rzymskokatolicki, biskup pomocniczy Shillong od 2025. 

## Życiorys

### Prezbiterat
Święcenia kapłańskie przyjął 30 kwietnia 2006 i został inkardynowany do archidiecezji Shillong. 

### Episkopat
8 lutego 2025 roku papież Franciszek mianował go biskupem pomocniczym Shillong ze stolicą tytularną Trofimiana. Sakry udzielił mu 30 marca 2025 arcybiskup Victor Lyngdoh.